# Predicació de sant Marc a Alexandria
La Predicació de sant Marc a Alexandria és una pintura a l'oli realitzaada per Gentile i Giovanni Bellini, que data de 1504 a 1507 i es conserva en la Pinacoteca de Brera a Milà.

## Història
L'obra és un enorme llenç amb destinació a la Escola Gran de Sant Marc  a Venècia. Té 26 m de superfície, i una rica narrativa i característica iconogràfica. El cicle de pintures amb històries de la vida de sant Marc es va completar al voltant de 60 anys més tard per Giorgione i Tintoretto, i estan situades en la Pinacoteca de Brera i la Galeria de l'Acadèmia de Venècia.
El llenç va ser iniciat per Gentile al juliol de l'any 1504, però després de la seva mort al febrer de 1507, «en gran part completada», va passar al seu germà Giovanni, tal com era la voluntat del testament de Gentile. Giovanni ho va completar, fent algunes modificacions, la invitació per completar-ho probablement va ser idea del seu germà una mica abans de morir, al que probablement Giovanni va respondre negativament, això explica la seva inserció en una clàusula del testament on se li va concedir una preciosa col·lecció de dibuixos del seu pare Jacobo Bellini - en propietat de Gentile- a Giovanni amb la condició que completés el quadre. L'encàrrec va ser confirmat per passar a Giovanni per l'Escola Gran el 7 de març de 1507.
L'escena que representa la pintura està plena d'elements exòtics adaptats de la vida real que Gentile va tenir l'oportunitat d'estudiar durant el seu viatge Constantinoble el 1479 i el 1480. Els elements decoratius de l'arquitectura mameluca, en lloc de otomana, suggereixen que l'artista també pot haver arribat en el seu viatge fins Jerusalem.
Hi poden haver dubtes sobre quines parts es van realitzar per tots dos germans: Giorgio Vasari va esmentar a Gentile en la versió de l'any 1550 de Le Vite, i els va ometre en l'edició de 1568. La crítica moderna considera a Gentile haver fet el segon pla, llevat de les parts modificades, i possiblement els personatges de la part dreta. A Giovanni se l'assigna amb alguna certesa els retrats de l'esquerra, i alguns del grup central. Amb el moviment i l'animació als seus personatges, Giovanni, va alleujar el rigor de l'ordre del seu germà i va restaurar la individualitat peculiar, donant a la història en el seu conjunt, una dimensió més humana i moderna.
El llenç es va reduir en un moment desconegut, va ser tallada una franja al llarg de la part superior, on acaben els edificis. El treball va arribar a la Pinacoteca de Brera en 1809, després de la invasió napoleònica.